# Jeanne Rubner

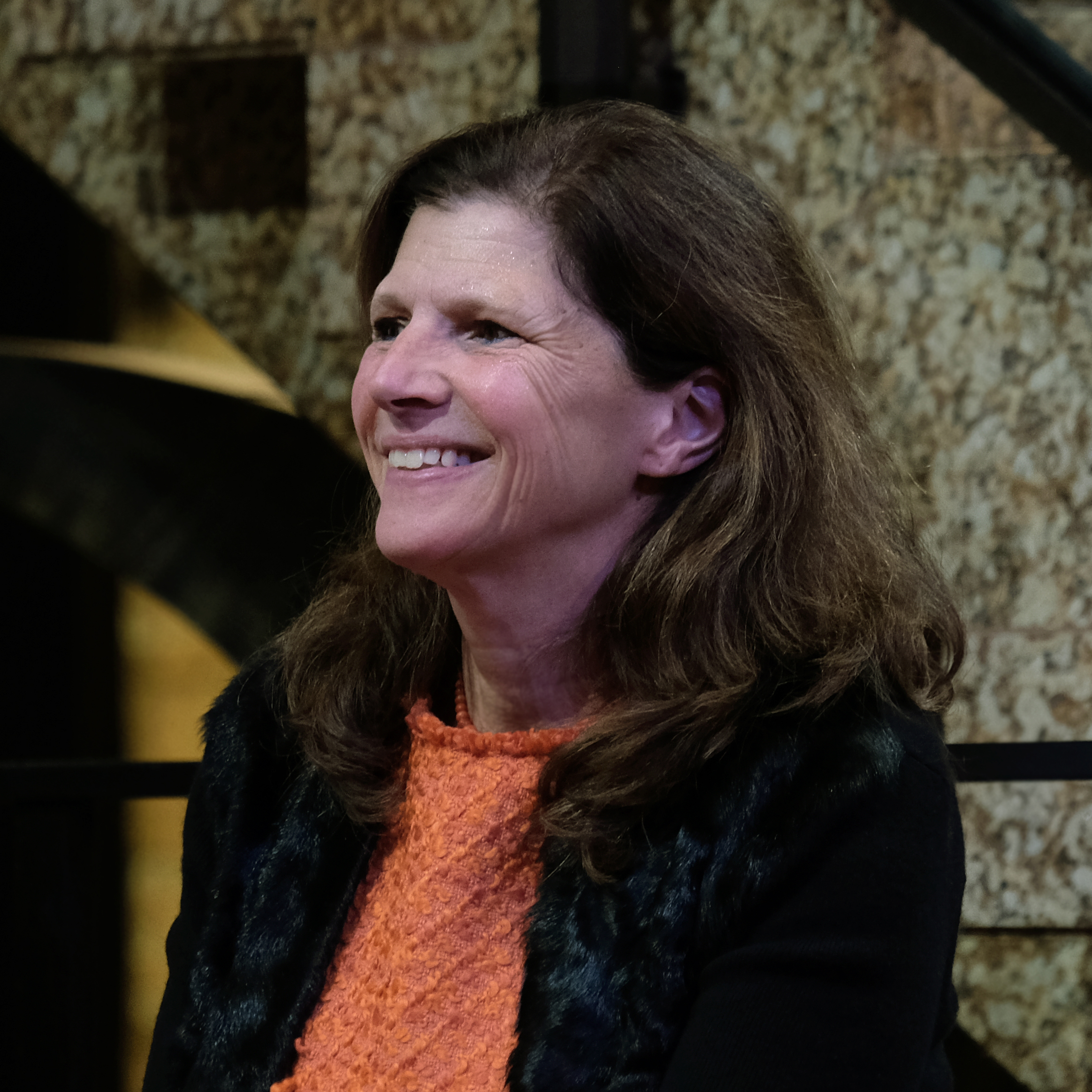
Jeanne Rubner (2024)

Jeanne Rubner (* 1961) ist eine deutsche Journalistin und Autorin. Nachdem sie lange Zeit in der Wissenschafts- und Politikredaktion der Süddeutschen Zeitung und  beim Bayerischen Rundfunk gearbeitet hat, ist sie seit April 2022 Vice President Global Communication and Public Engagement an der Technischen Universität München.

## Leben
Die Tochter des deutschen Historikers und Forstwissenschaftlers Heinrich Rubner studierte Physik in Regensburg, Straßburg und Seattle/USA. Sie promovierte im Jahr 1989 über ein Thema aus der Theoretischen Biophysik an der Technischen Universität München. Danach wechselte sie in den Journalismus: Seit 1991 war sie Redakteurin bei der Süddeutschen Zeitung, zunächst in der Wissenschaftsredaktion, im Jahr 2000 wechselte sie in die Politikredaktion. Zuletzt war sie Redakteurin für Außenpolitik.
Im März 2012 wechselte sie zum Bayerischen Rundfunk (BR) als Leiterin der Redaktion Wissenschaft und Bildungspolitik. Ab Mai 2017 leitete sie dort die Redaktion Wissen und Bildung Aktuell.
Seit April 2022 ist sie Vice President Global Communication and Public Engagement an der Technischen Universität München.
Rubner veröffentlichte einige Bücher, unter anderem über Hirnforschung und Energiepolitik; im Jahr 2008 wurde sie von der Hanns Martin Schleyer-Stiftung mit dem erstmals vergebenen Universitas-Preis für Wissenschaftsjournalismus ausgezeichnet. Sie ist Trägerin der Universitätsmedaille „Bene merenti“ der Universität Regensburg. 2019 erhielt sie von der Deutschen Physikalischen Gesellschaft die Medaille für Naturwissenschaftliche Publizistik.
Die Technische Universität München bestellte sie 2024 zur Honorarprofessorin.

## Veröffentlichungen (Auswahl)
- Modelle zur Farberkennung. Dissertation in Theoretischer Physik an der TU München 1989.
- mit David Jenning (Illustrator): Was Männer und Frauen so im Kopf haben, eine Reise durch das menschliche Gehirn. dtv, München 1996, ISBN 3-423-30524-X.
- Vom Wissen und Fühlen. dtv, München 1999, ISBN 3-423-33042-2.
- Bilden statt Pauken. Ullstein, München 2003, ISBN 3-550-07569-3.
- mit Arthur Carlson, Olaf Benzinger (Hrsg.): Das wichtigste über Politik & Wirtschaft. dtv, München 2006, ISBN 3-423-34367-2.
- Das Energiedilemma: warum wir über Atomkraft neu nachdenken müssen. Pantheon, München 2007, ISBN 978-3-570-55037-3.
- Brüsseler Spritzen: Korruption, Lobbyismus und die Finanzen der EU. (= Beck'sche Reihe. Band 1899). Beck, München 2009, ISBN 978-3-406-58452-7.
- Verrückt: Was wir aus Fehlern unseres Gehirns lernen können. Piper, München 2014, ISBN 978-3-492-05638-0.
- mit Peter Falkai: Das Glück wohnt neben dem Großhirn. Piper, München 2018, ISBN 978-3-492-05862-9.